# Премія «Срібна стрічка» за найкращу чоловічу роль
Премія «Срібна стрічка» найкращому акторові (італ. Migliore attore protagonista) — щорічна кінопремія, яку присуджує з 1946 року Італійський національний синдикат кіножурналістів (італ. Sindacato Nazionale dei Giornalisti Cinematografici Italiani).
За час існування премії найбільшу кількість «Срібних стрічок» у цій категорії отримали Марчелло Мастроянні (7 нагород), Вітторіо Ґассман та Ніно Манфреді (по 4 нагороди).
У 2003, 2004, 2006 та 2014 роках одразу по кілька акторів отримували «Срібну стрічку» за ролі в одному й тому ж фільмі.

## Лауреати
| Рік  | Актор                | Фільм                                                | Оригінальна назва                                     |
| ---- | -------------------- | ---------------------------------------------------- | ----------------------------------------------------- |
| 1946 | Андреа Чеккі         | Два анонімні листи                                   | Due lettere anonime                                   |
| 1947 | Амедео Наццарі       | Бандит                                               | Il Bandito                                            |
| 1948 | Вітторіо Де Сіка     | Серце                                                | Cuore                                                 |
| 1949 | Массімо Джиротті     | Під небом Сицилії                                    | In nome della legge                                   |
| 1950 | не присуджували      | не присуджували                                      | не присуджували                                       |
| 1951 | Альдо Фабріці        | Перше причастя                                       | Prima comunione                                       |
| 1952 | Тото                 | Поліцейські та злодії                                | Guardie e ladri                                       |
| 1953 | Ренато Рашель        | Шинель                                               | Il cappotto                                           |
| 1954 | Ніно Таранто         | Легкі води                                           | Anni facili                                           |
| 1955 | Марчелло Мастроянні  | Дні кохання                                          | Giorni d'amore                                        |
| 1956 | Альберто Сорді       | Неодружений                                          | Lo scapolo                                            |
| 1957 | не присуджували      | не присуджували                                      | не присуджували                                       |
| 1958 | Марчелло Мастроянні  | Білі ночі                                            | Le notti bianche                                      |
| 1959 | Вітторіо Ґассман     | Зловмисники, як завжди, залишилися невідомі          | I soliti ignoti                                       |
| 1960 | Альберто Сорді       | Велика війна                                         | La grande guerra                                      |
| 1961 | Марчелло Мастроянні  | Солодке життя                                        | La dolce vita                                         |
| 1962 | Марчелло Мастроянні  | Розлучення по-італійськи                             | Divorzio all'italiana                                 |
| 1963 | Вітторіо Ґассман     | Обгін                                                | Il sorpasso                                           |
| 1964 | Уго Тоньяцці         | Сучасна історія: Королева бджіл                      | Una storia moderna: l'ape regina                      |
| 1965 | Саро Урці            | Спокушена і покинута                                 | Sedotta e abbandonata                                 |
| 1966 | Ніно Манфреді        | Цього разу поговоримо про чоловіків                  | Questa volta parliamo di uomini                       |
| 1967 | Тото                 | Птахи великі і малі                                  | Uccellacci e uccellini                                |
| 1968 | Джан Марія Волонте   | Кожному своє                                         | A ciascuno il suo                                     |
| 1969 | Уго Тоньяцці         | Велика лялька                                        | La bambolona                                          |
| 1970 | Ніно Манфреді        | У році Господа                                       | Nell'anno del Signore                                 |
| 1971 | Джан Марія Волонте   | Слідство у справі громадянина поза всякими підозрами | Indagine su un cittadino al di sopra di ogni sospetto |
| 1972 | Рікардо Куччіола     | Сакко і Ванцетті                                     | Sacco e Vanzetti                                      |
| 1973 | Джанкарло Джанніні   | Мімі-металіст, уражений у своїй честі                | Mimì metallurgico ferito nell'onore                   |
| 1974 | Джанкарло Джанніні   | Фільм про кохання і анархію                          | Film d'amore e d'anarchia                             |
| 1975 | Вітторіо Ґассман     | Запах жінки                                          | Profumo di donna                                      |
| 1976 | Мікеле Плачидо       | Тріумфальний марш                                    | Marcia trionfale                                      |
| 1977 | Альберто Сорді       | Дуже дрібний буржуа                                  | Un borghese piccolo piccolo                           |
| 1978 | Ніно Манфреді        | Ім'ям Папи-короля                                    | In nome del papa re                                   |
| 1979 | Флавіо Буччі         | Лігабуе                                              | Ligabue                                               |
| 1980 | Ніно Манфреді        | Кафе-експрес                                         | Café Express                                          |
| 1981 | Вітторіо Медзоджорно | Три брати                                            | Tre fratelli                                          |
| 1982 | Уго Тоньяцці         | Трагедія смішної людини                              | La tragedia di un uomo ridicolo                       |
| 1983 | Франческо Нуті       | Я, К'яра і Похмурий                                  | Io, Chiara e lo Scuro                                 |
| 1984 | Карло Делле П'яне    | Студентський похід                                   | Una gita scolastica                                   |
| 1985 | Мікеле Плачидо       | Зв'язок через піцерію                                | Pizza connection                                      |
| 1986 | Марчелло Мастроянні  | Джинджер і Фред                                      | Ginger e Fred                                         |
| 1987 | Роберто Беніньї      | Поза законом                                         | Down By Law                                           |
| 1988 | Марчелло Мастроянні  | Очі чорні                                            | Очи чёрные                                            |
| 1989 | Джан Марія Волонте   | Філософський камінь                                  | L'Œuvre au noir                                       |
| 1990 | Вітторіо Ґассман     | Бридкий дядько                                       | Lo zio indegno                                        |
| 1991 | Марчелло Мастроянні  | Надвечір                                             | Verso sera                                            |
| 1992 | Роберто Беніньї      | Джонні-зубочистка                                    | Johnny Stecchino                                      |
| 1993 | Дієго Абатантуоно    | Пуерто Ескондідо                                     | Puerto Escondido                                      |
| 1994 | Паоло Вілладжо       | Таємниця старого лісу                                | Il segreto del bosco vecchio                          |
| 1995 | Алессандро Габер     | Сімейне життя Антоніо Г.                             | La vera vita di Antonio H.                            |
| 1996 | Серджо Кастеллітто   | Фабрика зірок                                        | L'uomo delle stelle                                   |
| 1997 | Леонардо П'єраччіоні | Циклон                                               | Il ciclone                                            |
| 1998 | Роберто Беніньї      | Життя прекрасне                                      | La vita è bella                                       |
| 1999 | Джанкарло Джанніні   | Кімната в Скіроччо                                   | La stanza dello scirocco                              |
| 2000 | Сільвіо Орландо      | Я віддаю перевагу шуму моря                          | Preferisco il rumore del mare                         |
| 2001 | Стефано Аккорсі      | Феєрія нерозуміння                                   | Le fate ignoranti                                     |
| 2002 | Серджо Кастеллітто   | Посмішка моєї матері                                 | L'ora di religione                                    |
| 2003 | Нері Маркоре         | Серце не з тобою                                     | Il cuore altrove                                      |
| 2003 | Джіджі Проєтті       | Божевільні скачки                                    | Febbre da cavallo - La mandrakata                     |
| 2004 | Алессіо Боні         | Найкращі роки молодості                              | La meglio gioventù                                    |
| 2004 | Фабріціо Джіфуні     | Найкращі роки молодості                              | La meglio gioventù                                    |
| 2004 | Луїджі Ло Кашио      | Найкращі роки молодості                              | La meglio gioventù                                    |
| 2004 | Андреа Тідона        | Найкращі роки молодості                              | La meglio gioventù                                    |
| 2004 | Роберто Херліцка     | Доброго ранку, ноче                                  | Buongiorno, notte                                     |
| 2005 | Тоні Сервілло        | Наслідки кохання                                     | Le conseguenze dell'amore                             |
| 2006 | П'єрфранческо Фавіно | Кримінальний роман                                   | Romanzo criminale                                     |
| 2006 | Кім Россі Стюарт     | Кримінальний роман                                   | Romanzo criminale                                     |
| 2006 | Клаудіо Сантамарія   | Кримінальний роман                                   | Romanzo criminale                                     |
| 2007 | Сільвіо Орландо      | Кайман                                               | Il caimano                                            |
| 2008 | Тоні Сервілло        | Дівчина біля озера                                   | La ragazza del lago                                   |
| 2009 | Тоні Сервілло        | Дивовижний                                           | Il divo                                               |
| 2010 | Еліо Джермано        | Наше життя                                           | La nostra vita                                        |
| 2010 | Крістіан Де Сіка     | Найменший син                                        | Il figlio più piccolo                                 |
| 2011 | Кім Россі Стюарт     | Валланцаска — ангели зла                             | Vallanzasca - Gli angeli del male                     |
| 2012 | П'єрфранческо Фавіно | Усі копи — виродки                                   | ACAB - All Cops Are Bastards                          |
| 2012 | П'єрфранческо Фавіно | Роман про бійню                                      | Romanzo di una strage                                 |
| 2013 | Аньєлло Арена        | Реальність                                           | Reality                                               |
| 2014 | Фабріціо Бентівольо  | Ціна людини                                          | Il capitale umano                                     |
| 2014 | Фабріціо Джіфуні     | Ціна людини                                          | Il capitale umano                                     |
| 2015 | Алессандро Ґассман   | Наші хлопчики                                        | I nostri ragazzi                                      |
| 2015 | Алессандро Ґассман   | Італійське ім'я                                      | Il nome del figlio                                    |
| 2016 | Стефано Аккорсі      | Швидка, як вітер                                     | Veloce come il vento                                  |
| 2017 | Ренато Карпентьєрі   | Ніжність                                             | La tenerezza                                          |
| 2018 | Марчелло Фонте       | Догмен                                               | Dogman                                                |
| 2018 | Едоардо Пеше         | Догмен                                               | Dogman                                                |